# Сподне Сечово
Сподне Сечово (на словенски: Spodnje Sečovo) е село в Словения, Савински регион, община Рогашка Слатина. Според Националната статистическа служба на Република Словения през 2002 г. селото има 429 жители.